# Кілберн-парк (станція метро)
51°32′06″ пн. ш. 0°11′38″ зх. д. / 51.535° пн. ш. 0.193889° зх. д.

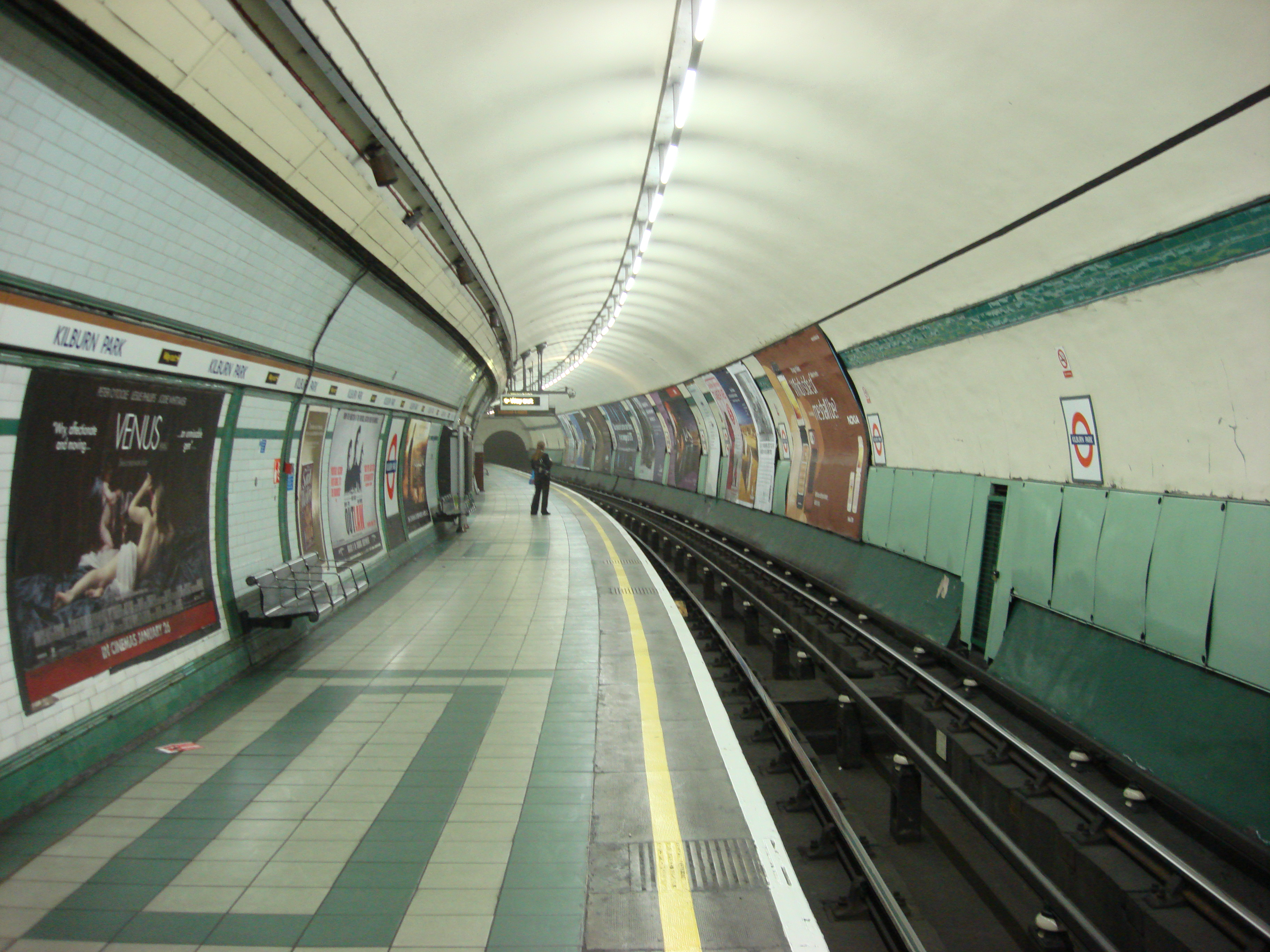
Платформа метростанції Кілберн-парк

Кілберн-парк (англ. Kilburn Park) — станція Лондонського метрополітену лінії Бейкерлоо, розташована у районі Кілберн, між станціями Меїда-Веїл та Квінс-парк, у 2-й тарифній зоні. В 2017 році пасажирообіг станції склав 3.37 млн осіб.
- 31 січня 1915 — відкриття станції.

## Пересадки
- на автобуси London Buses маршрутів 31, 32, 206, 316, 328, та нічні маршрути N28, N31.